# Premier House
Premier House é a residência oficial do primeiro-ministro da Nova Zelândia, localizada em 260 Tinakori Road, Thorndon, Wellington, Nova Zelândia. 
É uma casa particular comprada para a residência oficial do primeiro-ministro quando o governo transferiu sua base para Wellington em 1865, expandiu-se primeiro e depois, à medida que sua estrutura de madeira se deteriorava, evitava os líderes políticos mais modestos em aprender o custo dos reparos. 
Foi alugada a particulares por seis anos no final da década de 1890 e depois voltou a ser usada como residência oficial do primeiro-ministro até a Grande Depressão, quando um novo governo, em 1935, desejou evitar o "show". Por mais de meio século, gerações de crianças passaram a conhecer o prédio como sua clínica odontológica até que ele foi reformado e recomissionado como Premier House em 1990. 

## História

### Construção
A casa original foi construída nos primeiros dias da colônia da Nova Zelândia em 1843 para o primeiro prefeito de Wellington, George Hunter. Esta casa, ou pelo menos uma parte dela, ainda está localizada no extremo sul do edifício atual. Foi expandido com o passar dos anos. Mais tarde, a residência de Nathaniel Levin, a casa foi comprada de Richard Collins no início de março de 1865 para se tornar a residência oficial do Premier da nação. O The Evening Post de Wellington achou que o preço de 29 mil libras "deve ser considerado barato". O Daily Cross de Auckland descreveu-o como "uma das vilas mais bonitas do país", mas o jornal matutino local de Auckland, The New Zealand Herald, observou a aquisição com o comentário "uma peça de extravagância ilegal". Algumas semanas depois, o Daily Southern Cross descreveu o plano original de construir uma nova casa como "um desperdício monstruoso de dinheiro público".

### Expansão
A casa mudou pouco até que Julius Vogel e sua esposa, Mary, chegaram em 1873. Em um ano, transformaram-na em uma mansão de oito quartos, com jardim de inverno e salão de festas. Os motivos incluíam o que se pensa ter sido o primeiro campo de ténis do país. Os Vogels foram notados por seu entretenimento extravagante, resultando na casa adquirindo o apelido de "O Cassino".

## Residentes oficiais

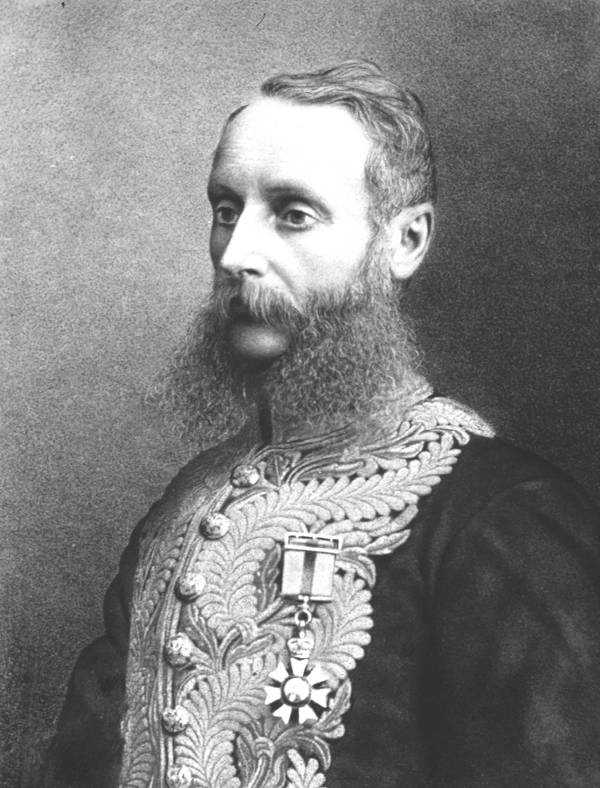
O governo de Frederick Weld concluiu a compra da residência.

- 1864–1865: Hon Sir Frederick Weld, 6º Premier [8]
- 1865–186: Hon Sir Edward Stafford, 3º premier [9]
- 1869–1873: Hon Sir William Fox, 2º Premier
- 1873–1875: Hon Sir Julius Vogel, 8º premier. Sob o primeiro primeiro-ministro de Vogel, a casa foi grandemente expandida.
- 1875–1876: Hon Dr Daniel Pollen, 9º Premier por 7 meses
- 1876–1876: Hon Sir Julius Vogel, 8º premier.[10]
- 1877–1879: Hon Sir George Gray, 11º Premier
- 1879–1882: Hon Sir John Hall, 12º premier
- 1882–1883: Hon Sir Frederick Whitaker, 5º premier
- 1883–1884: Hon Sir Harry Atkinson, 10º premier
- 1884–1887: Hon Sir Julius Vogel como ministro do governo de Hon Sir Robert Stout, 13º primeiro-ministro.[11][12] Mais extensões foram feitas para a casa devido a problemas de saúde de Vogel. Sua gota recorrente resultou em um escritório extra sendo adicionado para reuniões do Gabinete e em 1886 a construção do primeiro elevador da Nova Zelândia.

O país entrou em depressão no final da década de 1880 e, após a mudança dos Vogels, o novo governo tentou vender a propriedade. Os salários dos deputados tinham sido cortados, e os ministros liberais da década de 1890 tinham que viver de maneira barata. Mas a imprensa e o público reagiram. As pessoas de Wellington valorizavam seus terrenos espaçosos como uma comodidade pública. Apenas a mobília foi vendida. Alguns sugeriram transformar o local em uma casa de idosos ou uma universidade, mas ficou vazio.
- 1887–1891: Hon Sir Harry Atkinson, décimo primeiro [12]
- 1891–1893: Rt Hon John Ballance, 14º Premier [12]

- 1893-1906: Rt Hon Richard John Seddon, 15º premier. Após a morte de Ballance, Seddon permaneceu em sua modesta residência ministerial em 47 Molesworth Street e a residência na Rua Tinakori foi arrendada de 1895 a 1900, quando se tornou residência ministerial novamente.)

Inquilinos

- 1893–1895 aparentemente vago [12]
- 1895–1899: Sir Walter Buller, advogado e ornitólogo .
- 1899–1899: Percy Smith, agrimensor geral e secretário de terras e minas e etnólogo.

Residentes oficiais

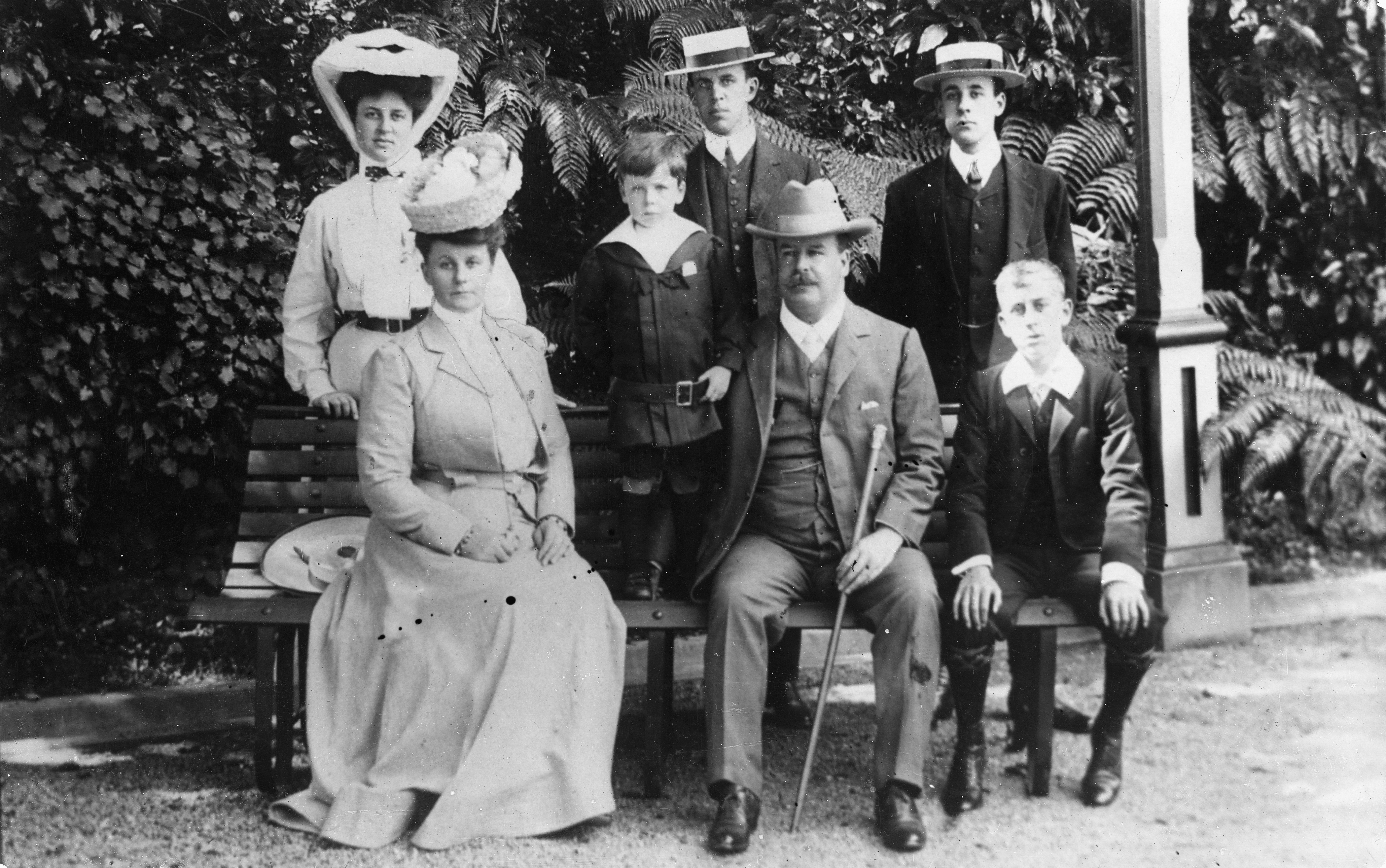
Joseph, mais tarde Sir Joseph Ward Baronet, e sua família em Awarua 1906

- 1900–1912: Rt Hon Sir Joseph Ward Bt, como ministro do gabinete [12] então primeiro-ministro de 1906. Agora chamado Awarua, o nome do eleitorado de Ward,[12] a casa tornou-se novamente um dos principais lugares sociais da capital, abrigando muitas festas formais e informais, especialmente depois que Ward se tornou primeiro-ministro após a morte de Seddon em 1906. Uma festa de nota especial foi a festa de despedida dada pela senhorita Eileen Ward, filha de Sir Joseph Ward, para se despedir da vizinha Katherine Mansfield alguns dias antes de deixar a Nova Zelândia pela última vez em 1908.
- 1912–1925: Rt Hon. William F Massey,[12] Primeiro Ministro renomeou Ariki Toa, "lar do chefe". Durante a Primeira Guerra Mundial, os massagistas usaram-no para atividades patrióticas.
- 1925-1928 : Rt Hon J Gordon Coates, primeiro-ministro. O último primeiro-ministro a morar lá.[12] Outras extensões foram feitas para o edifício em 1926, quando Gordon Coates morava lá, incluindo a reconstrução do conservatório e adicionando uma varanda fechada acima, mas o trabalho de manutenção parece ter sido novamente adiado.
- 1928–1935: Rt Hon George Forbes, primeiro-ministro morava em um apartamento no Parlamento. Partes do piso da Premier House haviam diminuído até 30   cm. O piso térreo foi ocupado pelos Departamentos de Desempregados e Transportes e o piso superior como residência ministerial pelas famílias de Mr Masters, ex-líder do Conselho Legislativo e Ministro das Obras Públicas, Sr. Ransom.[13] Após uma série de debates parlamentares, foi decidido por demanda popular não subdividir a terra ou construir apartamentos ministeriais nas terras.[12][14] O jardim continuou a ser o local de festas de jardim de subscrição que arrecadavam fundos para instituições de caridade como YWCA e Girl Guides.[15]

### Clinica odontológica
Em 1935, o primeiro-ministro Michael Joseph Savage, confrontado com a reconstrução da economia do país no meio da Grande Depressão, viveu na antiga residência de Seddon em 47 Molesworth Street, depois comprando uma casa no alto da Northland. A Premier House foi transformada em uma escola para enfermeiras dentárias e uma clínica odontológica infantil, conhecida por todos como "a casa do assassinato". Tinha 40 cadeiras, depois 50. Antes da fluoretação, os molares dos filhos da nação logo se encheram de amálgama. Na época, o Sr. Langstone, o Ministro das Terras, estava morando lá e uma nova casa foi construída para ele nos terrenos no local do estábulo. Durante a guerra, o jardim serviu de plantação de verduras para os clubes de serviço das Forças Armadas locais.

### Restauração
Depois de muitos anos de uso institucional, na década de 1980 o prédio estava em um estado desgastado. Foi resgatado deste declínio por Michael Bassett, Ministro de Assuntos Internos, que iniciou movimentos para a restauração do edifício à sua grandeza inicial. 
 A restauração foi realizada pelo Grant Group Architects de Auckland e pela LT McGuinness Construction entre dezembro de 1989 e 1991. Quedas consideráveis haviam ocorrido ao longo dos anos, então o prédio teve que ser trazido para a praça e nivelado. Paredes foram despojadas, endireitadas e re-alinhadas, e velhas madeiras danificadas pelo fogo e podres foram cortadas e substituídas. As madeiras de acabamento antigas foram substituídas por madeira cortada em um perfil idêntico. Um novo sistema de sprinklers contra incêndio, sistemas de aquecimento e ar condicionado foram instalados junto com um novo elevador hidráulico. 
Desde maio de 1990, voltou a ser a residência oficial do primeiro-ministro quando na capital. A nova decoração inclui uma coleção considerável de arte da Nova Zelândia, tanto antiga como nova. A decoração interior, embora reproduza cuidadosamente muitas características originais em falta, não se assemelha ou evoca de alguma forma uma casa do século XIX. 
A conservação da Premier House, como foi renomeada, foi um projeto do Sesquicentenário de 1990. Naquele ano, Geoffrey Palmer e sua esposa, Margaret, tornaram-se seus primeiros residentes oficiais. 

## Residentes oficiais pós-restauração

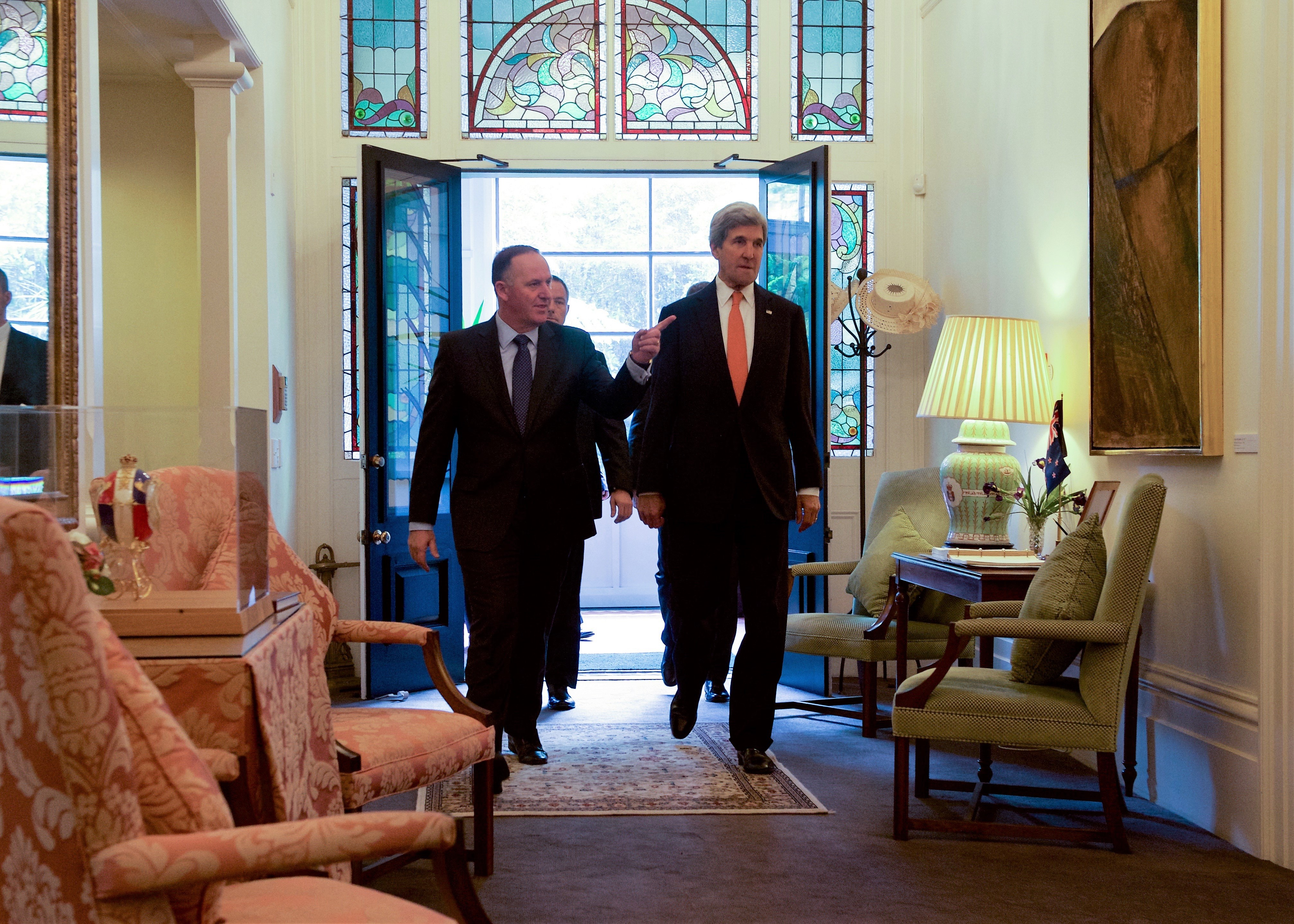
John Key recebe John Kerry na Premier House, em novembro de 2016

- 1990–1990: Geoffrey Palmer
- 1990-1990: Mike Moore
- 1990-1997: Jim Bolger
- 1997-1999: Jenny Shipley
- 1999–2008: Helen Clark
- 2008–2016: John Key
- 2017 – presente: Jacinda Ardern

### Exclusões
O primeiro-ministro Bill English (2016–2017) não morou na Premier House durante seu mandato porque a lei da Nova Zelândia proíbe MPs de Wellington de reivindicar acomodação financiada pelo contribuinte na capital. Sua sucessora, Jacinda Ardern, radicada em Auckland, mudou-se para a residência oficial.

## Outras residências oficiais

### 64-66 Harbor View Road
A partir de 1939, Michael Joseph Savage (até 1939 em 47 Molesworth Street) morou em uma casa “Hill Haven” em 64-66 Harbor View Road, Northland, Wellington, que foi posteriormente usado por seu sucessor Peter Fraser até 1949. Foi comprado para Michael Joseph Savage "porque agora não é necessário (estar a uma curta distância do Parlamento) e um primeiro-ministro não está mais ligado às áreas mais baixas dos apartamentos de Thorndon".

### 41 Pipitea Street
A partir de 1950, Sidney Holland morou na 41 Pipitea Street, em Thorndon. A casa foi posteriormente usada por Walter Nash, Keith Holyoake e Geoffrey Palmer, e como residência ministerial por Jim Sutton e Nick Smith. A casa também foi usada para o Ministério de Assuntos das Ilhas do Pacífico.

### Vogel House
De 1976 a 1990, a  em Lower Hutt foi a residência oficial do primeiro-ministro. Foi usado por Robert Muldoon e outros.